# Guido Palmerucci
Guido Palmerucci o Guido di Palmeruccio da Gubbio (Gubbio, 1280 – 1349 circa) è stato un pittore italiano di scuola umbra attivo nel XIV secolo ed originario di Gubbio. È considerato uno dei maggiori pittori contemporanei di Giotto nonché indipendente da costui secondo Luigi Bonfatti (1809 - 1884), studioso di Ottaviano Nelli,  che rifiuta la teoria e di Luigi Lanzi e di Giovanni Rosini per averlo classificato tra i "Giotteschi". D'altra parte Austen Henry Layard ebbe modo di scrivere che Palmerucci non potesse essere classificato tra gli imitatori di Giotto e che i pochi frammenti rimasti del suo lavoro sono caratterizzati indubbiamente da un tentativo di impartirvi quella tenerezza, grazia e sentimento religioso tendenti verso quelle forme che successivamente caratterizzeranno la ben nota scuola umbra. .

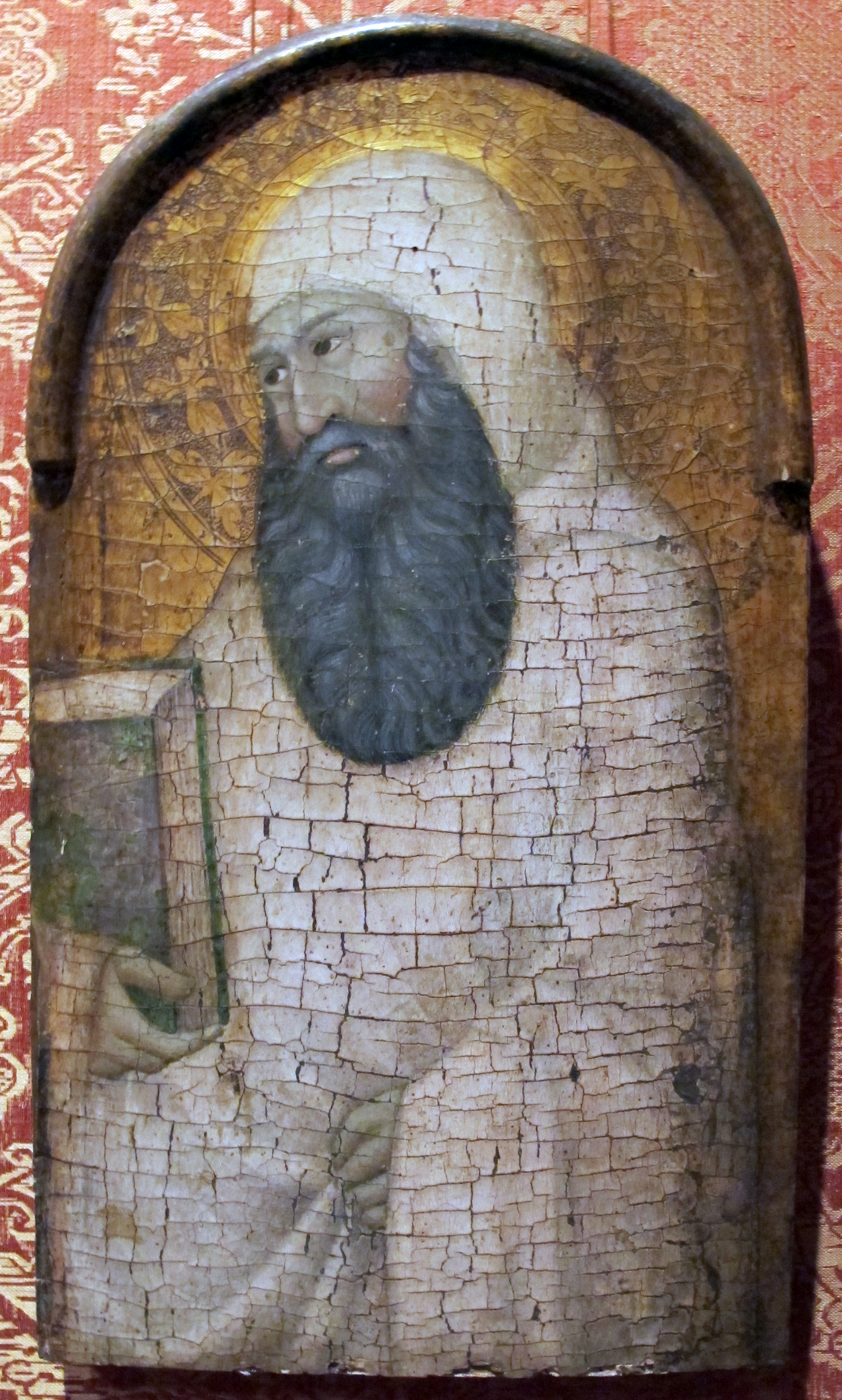
San Romualdo, Metropolitan Museum

Alcuni documenti menzionano la sua attività per il Palazzo dei Consoli di Gubbio e per la Confraternita dei Bianchi di cui era membro anche il padre, Palmerino di Guido.
Gli vengono attribuite numerose opere, molte in diverse Chiese di Gubbio, tra cui:
- Un polittico al Museo civico di Gubbio[3]
- San Gregorio e Santa Maria Maddalena, polittico incompleto conservato presso la Pinacoteca Civica di Forlì, che però, secondo alcuni, potrebbe essere invece di Mello da Gubbio.